# Kempinski
Kempinski Hotels S.A., beter bekend als Kempinski, is een luxe hotelmanagementbedrijf met het hoofdkantoor in Genève, Zwitserland. De groep werd in 1897 in Berlijn opgericht als Hotelbetriebs-Aktiengesellschaft en exploiteert momenteel 77 vijfsterrenhotels en residenties in 35 landen. 

## Geschiedenis

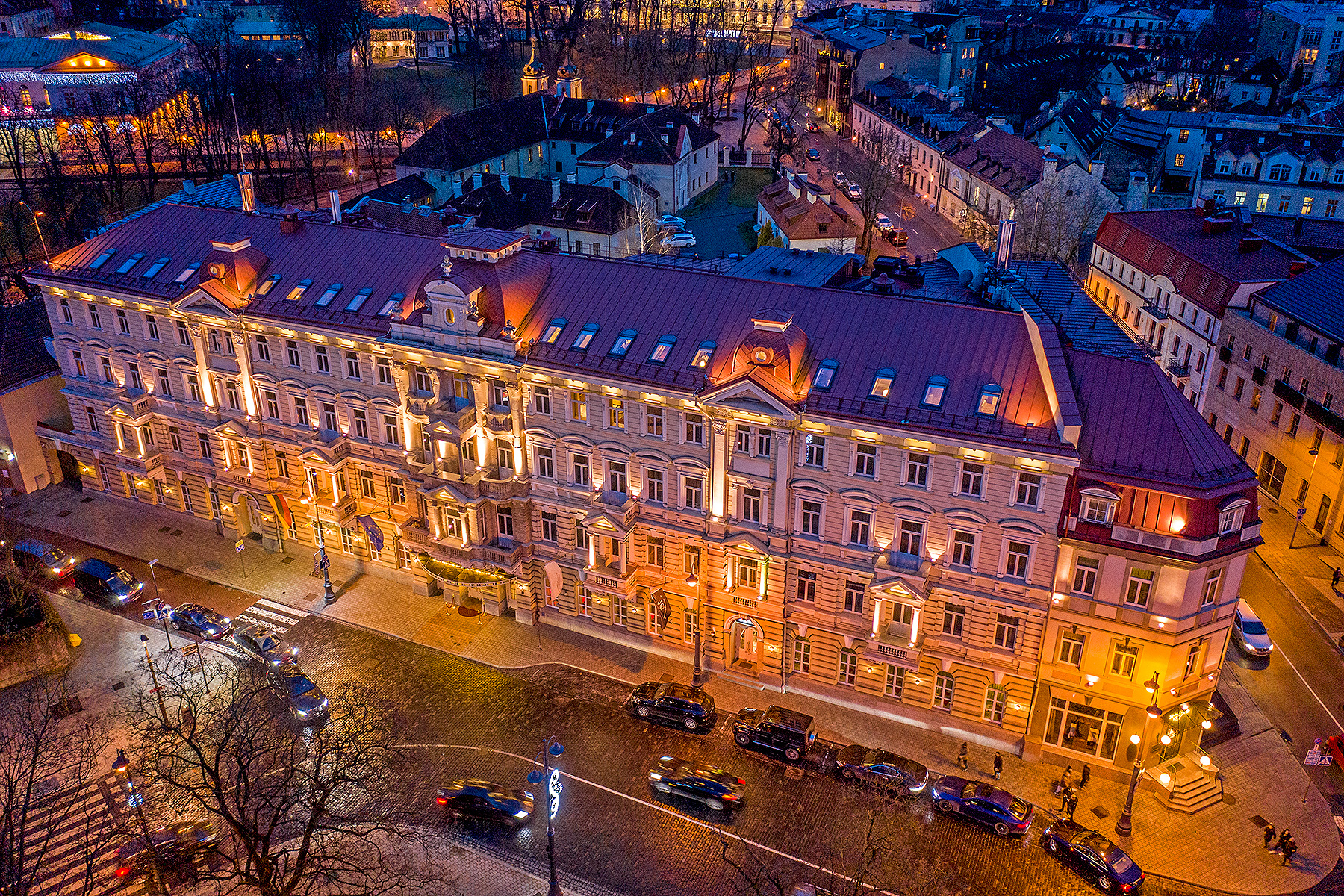
Grand Hotel Kempinski in Vilnius

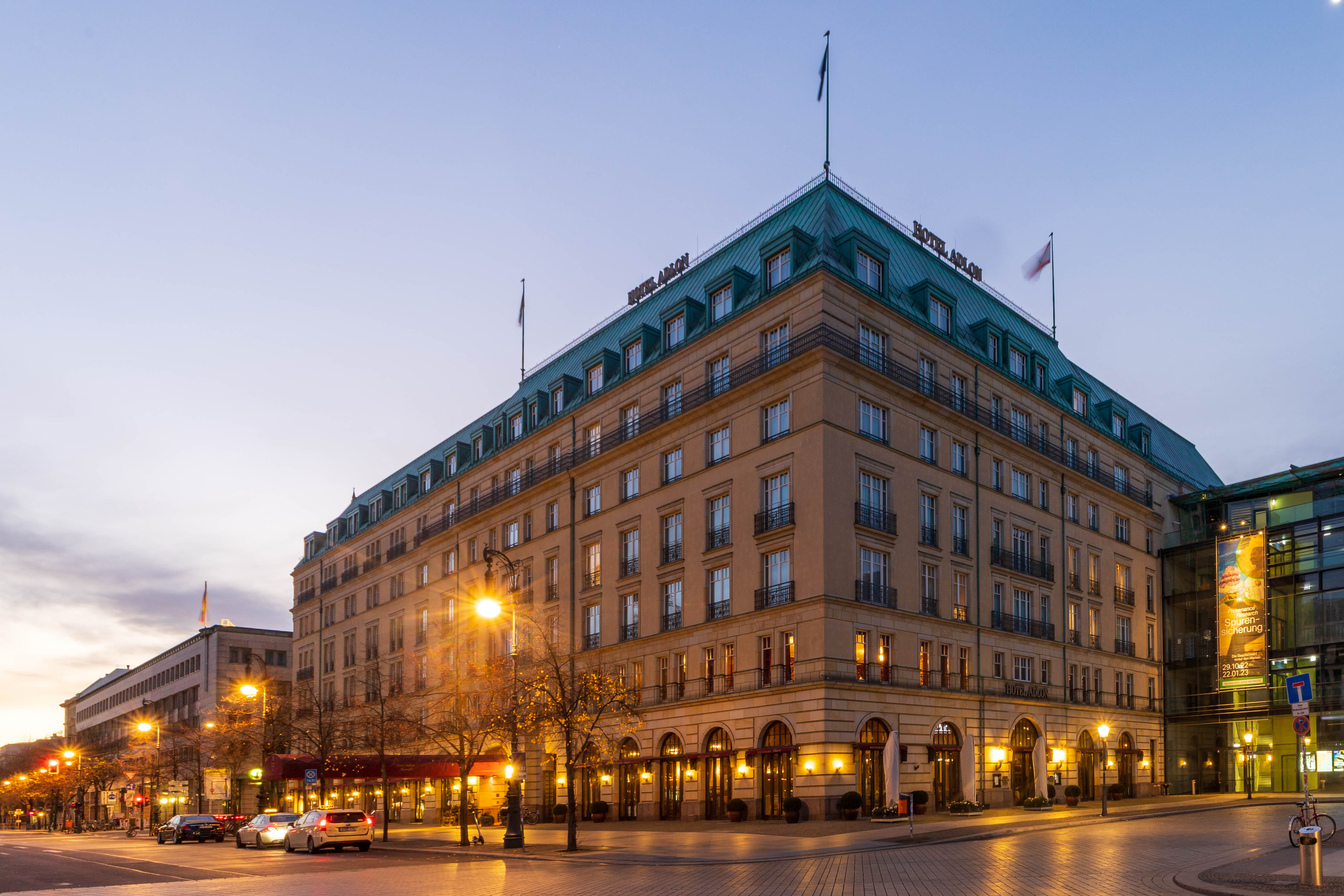
Hotel Adlon in Berlijn

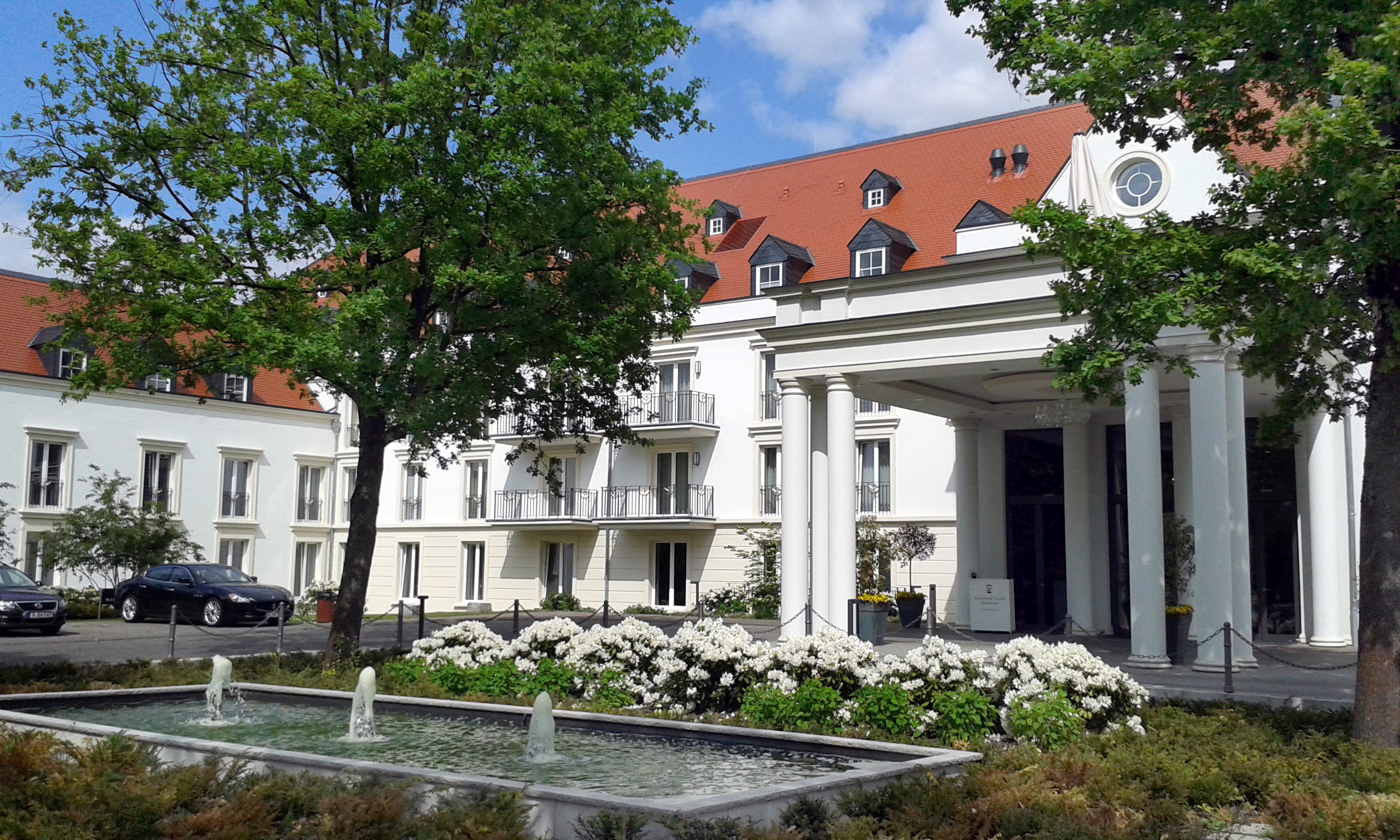
Kempinski Hotel in Frankfurt

Kempinski Hotels beweert de oudste luxehotelgroep van Europa te zijn. De geschiedenis begint in 1897 met de oprichting van de "Hotelbetriebs-Aktiengesellschaft" in Berlijn. Een parallelle ontwikkeling was die van M. Kempinski & Co, opgericht door Berthold Kempinski, dat in 1953 werd overgenomen door de "Hotelbetriebs-Aktiengesellschaft".
Berthold Kempinski werd op 10 oktober 1843 geboren in Posen (destijds een Duitse provincie, nu Polen). De familie Kempinski was al sinds 1862 succesvol actief in de wijnhandel. In 1872 breidde het bedrijf zijn bedrijf uit naar Berlijn, waar Berthold Kempinski onder zijn eigen naam een wijnhandel opende in de Friedrichstraße. In 1889 opende hij een restaurant, het grootste van Berlijn, in de Leipziger Straße.
Omdat Berthold Kempinski en zijn vrouw Helena geen zoon hadden, nodigden ze hun schoonzoon Richard Unger (1866-1947) uit om zich bij de zaak te voegen. Berthold Kempinski droeg het bedrijf uiteindelijk over aan zijn schoonzoon, op voorwaarde dat hij de naam Kempinski zou behouden. Berthold Kempinski overleed op 14 maart 1910.
Naast zijn wijn- en restaurantactiviteiten ontwikkelde Richard Unger zijn vastgoedbedrijf tot aan het begin van de Eerste Wereldoorlog. Na een korte periode van stagnatie tijdens de oorlog verkocht hij producten van zijn eigen makelij onder de merknaam Kempinski. De zaken in Berlijn floreerden, zodat in 1918 een Kempinski-hoteldependance werd opgericht op de Kurfürstendamm 27, op de plaats waar nu het Kempinski Hotel Bristol staat. Tien jaar later nam M. Kempinski & Co. het "Haus Vaterland" op de Potsdamer Platz over, waar de firma een concept exploiteerde dat lange tijd uniek was in Berlijn en nog steeds bekendstaat als "evenementengastronomie" ("Erlebnisgastronomie").
Om aan de gebeurtenissen van de Tweede Wereldoorlog te ontkomen, emigreerden Richard Unger en zijn gezin naar de Verenigde Staten en werd het bedrijf M. Kempinski & Co (Mister Kempinski & Co) onderdeel van Aschinger AG.
Het restaurant op Kurfürstendamm 27 brandde kort voor het einde van de oorlog af. De andere panden werden het slachtoffer van bombardementen. Na het einde van het conflict keerden de zoon van Richard Unger en de kleinzoon van Berthold Kempinski, Friedrich Unger, terug naar Duitsland. In 1951 werd op de plaats van het verwoeste restaurant aan de Kurfürstendamm 27 begonnen met de bouw van een hotel. Een jaar later werd het geopend onder de naam Hotel Kempinski. Twintig jaar lang genoot het moderne, vooruitstrevende vijfsterrenhotel de onbetwiste status van het enige luxehotel in Berlijn.
In 1953 verkocht Friedrich Unger zijn aandelen en de naam Kempinski aan de "Hotelbetriebs-Aktiengesellschaft", die al hotels als Baltic, Bristol en Kaiserhof exploiteerde. De naam Bristol werd aangenomen en wordt nog steeds gebruikt in het Kempinski Hotel aan de Kurfürstendamm 27. In de daaropvolgende jaren nam de "Hotelbetriebs-Aktiengesellschaft" het beheer van verschillende bekende hotels over. In 1957 nam het het luxueuze Hotel Atlantic in Hamburg over.
In 1970 stemde de algemene vergadering van de "Hotelbetriebs-Aktiengesellschaft" om de naam te veranderen in "Kempinski Hotelbetriebs-Aktiengesellschaft". In hetzelfde jaar werd een langdurige samenwerking met Lufthansa aangegaan in de vorm van een participatie van 50 procent in het Hotel Vier Jahreszeiten in München, waarin Lufthansa al een participatie had. In 1977 kreeg het hotelbedrijf zijn huidige naam: "Kempinski Aktiengesellschaft (AG)". Tegelijkertijd werd het Kempinski Hotel Frankfurt Gravenbruch als vierde Duitse hotel aan het portfolio van de groep toegevoegd.
In 1985 verwierf Lufthansa aandelen in Kempinski AG, waardoor het hotelbedrijf ook in het buitenland Kempinski-hotels kon exploiteren. Een jaar later richtten Kempinski AG, Lufthansa en de financieringsmaatschappij Rolaco SA Kempinski Hotels S.A. op, met het hoofdkantoor in Genève. In 1993 verwierf Kempinski AG alle aandelen in Kempinski S.A.
Het in Bangkok gevestigde Dusit Sindhorn Company Ltd. nam Kempinski in november 1994 over en verwierf een belang van 52%. De 50:50 joint venture tussen de Dusit Thani Group en de Siam Commercial Bank vergaarde uiteindelijk een belang van 83% in de groep. Dusit Thani stapte in 1998 uit de joint venture toen deze werd verkocht aan zijn partner.
In februari 2017 hebben de twee bestaande aandeelhouders van Kempinski AG eerdere plannen voor een aandelenoverdracht tussen hen geformaliseerd. De meerderheidsaandelen van Kempinski AG zijn in handen van de huidige Bahreinse aandeelhouder, terwijl de aandeelhouder uit Thailand een minderheidsbelang heeft. In dezelfde maand kondigde Kempinski de opening van haar eerste luxehotel op Cuba aan.
In 2024 nam Kempinski twee hotels over die voorheen door Emaar werden beheerd, voorheen waren deze bekend als Address Boulevard en Address Dubai Mall. Deze hotels heten nu Kempinski The Boulevard en Kempinski Central Avenue Dubai. Daarmee verdubbelt Kempinski's aanwezigheid in Dubai naar vier.

## Kempinski Hotels wereldwijd
Het portfolio van Kempinski Hotels bestond anno 2024 uit 79 hotels en residenties wereldwijd. Met uitzondering van het tot de groep behorende Hotel Vier Jahreszeiten Kempinski in München en twee hotels met leasecontracten, exploiteert Kempinski Hotels haar luxe hotels en residenties op basis van managementcontracten.
 

## Wereldwijde hotelalliantie
Kempinski is een van de oprichters van de Global Hotel Alliance (GHA), die in 2004 in Genève werd opgericht. Leden van het DISCOVERY-loyaliteitsprogramma van GHA ontvangen erkenning en beloningen in meer dan 570 hotels, resorts, paleizen en spa's in 35 hotelmerken in 85 landen.